# Columbus Hotel Monte-Carlo
El Hotel Columbus Monte Carlo  (en francés: Hôtel Columbus Monte-Carlo) es un hotel de lujo de 4 estrellas situado en 23, avenue des Papalins en la zona oeste de Fontvieille en Mónaco. Lo que solía ser propiedad del piloto de carreras de autos de Fórmula 1 David Coulthard y de Ken McCulloch  cambió de manos cuando Coulthard se lo vendió a London and Regional en mayo de 2010. El hotel abrió sus puertas el 21 de abril de 2001 con la presencia de Rainiero III, el entonces príncipe de Mónaco. 
El interior del hotel fue diseñado por el diseñador internacional Amanda Rosa en el estilo Riviera Italiana, con paletas de colores de luz y muebles naturales de cuero, con mármol, madera y piedra. El hotel cuenta con 174 habitaciones y 18 suites y varios restaurantes.